# Božidar Popović
Pour les articles homonymes, voir Popović.
Božidar Popović (16 octobre 1913-6 mars 1993), connu en espéranto sous le nom de Boĵo Popoviĉ, est un mathématicien, astronome et espérantiste serbe.

## Biographie
Božidar Popović nait le 16 octobre 1913 à Klinovac en Serbie, de Janko et Stana Popović. Il devient rapidement orphelin, perdant sa mère 7 mois après sa naissance, et son père en 1916, durant la bataille de Kaïmatchalan. Il est recueilli par ses grands-parents.
Il commence sa scolarité à l’école de Klinovac, avant d’intégrer, en 1923, le gymnasium de Vranje puis celui de Skopje où il obtiendra son diplôme en 1931. De 1931 à 1935, il étudie les mathématiques et l’astronomie à la faculté de philosophie de l’université de Belgrade.
Dès 1936, il travaille comme enseignant dans les gymnasiums de Belgrade. En 1938, il travaille à Kragujevac. Fin 1939, il est mobilisé par l’armée yougoslave pour combattre durant la Seconde Guerre mondiale. En 1941, il reprend l’enseignement à Belgrade. De février 1945 à février 1948, il sert dans l’armée yougoslave comme instructeur[C'est-à-dire ?]. Il reprend son travail de recherche et, de 1948 à 1954, travaille à l’Observatoire astronomique de Belgrade successivement comme assistant, explorateur[C'est-à-dire ?], secrétaire puis vice-président. Il travaille comme professeur à l’Université de Sarajevo de 1954 à 1963 puis à l’Université de Niš de 1963 à 1976 et enfin à l’Université de Belgrade de 1968 à 1979. Il prend sa retraite au mois de mars 1979.
Il décède le 6 mars 1993 à Belgrade, où il habitait depuis 1968.

### Activité scientifique
En 1957, il devient docteur en mathématiques à l’Université de Zagreb avec la thèse Vektorske metode popravke putanja malih planeta (« Méthodes vectorielles de correction des orbites des petites planètes »). 